# Шахта «Комісарівська»
ДВАТ Шахта «Комісарівська». Входить до ДХК « Луганськвугілля». Розташована у смт. Байрачки, Перевальського району Луганської області.
Фактичний видобуток 1778/257 т/добу (1990/1999). У 2003 р. видобуто 3 тис.т. вугілля. 
Максимальна глибина 360 м (1990—1999). Протяжність підземних виробок 7,4/4,9 км (1990/1999). У 1990—1999 розробляла відповідно пласти lв
6, l1, l5 потужністю 0,8-1,35 м, кути падіння 1-9о. 
Пласти загрозливі за раптовими викидами. Кількість очисних вибоїв 3/1, підготовчих 9/2 (1990/1999). 
Кількість працюючих: 1968/1072 чол., в тому числі підземних 1288/553 чол. (1990/1999).
Адреса: 94324, вул. Шахтарська, 1, смт. Байрачки, Перевальський район, Луганської обл.